# Pachycondyla
Pachycondyla är ett släkte av myror. Pachycondyla ingår i familjen myror.

## Bildgalleri

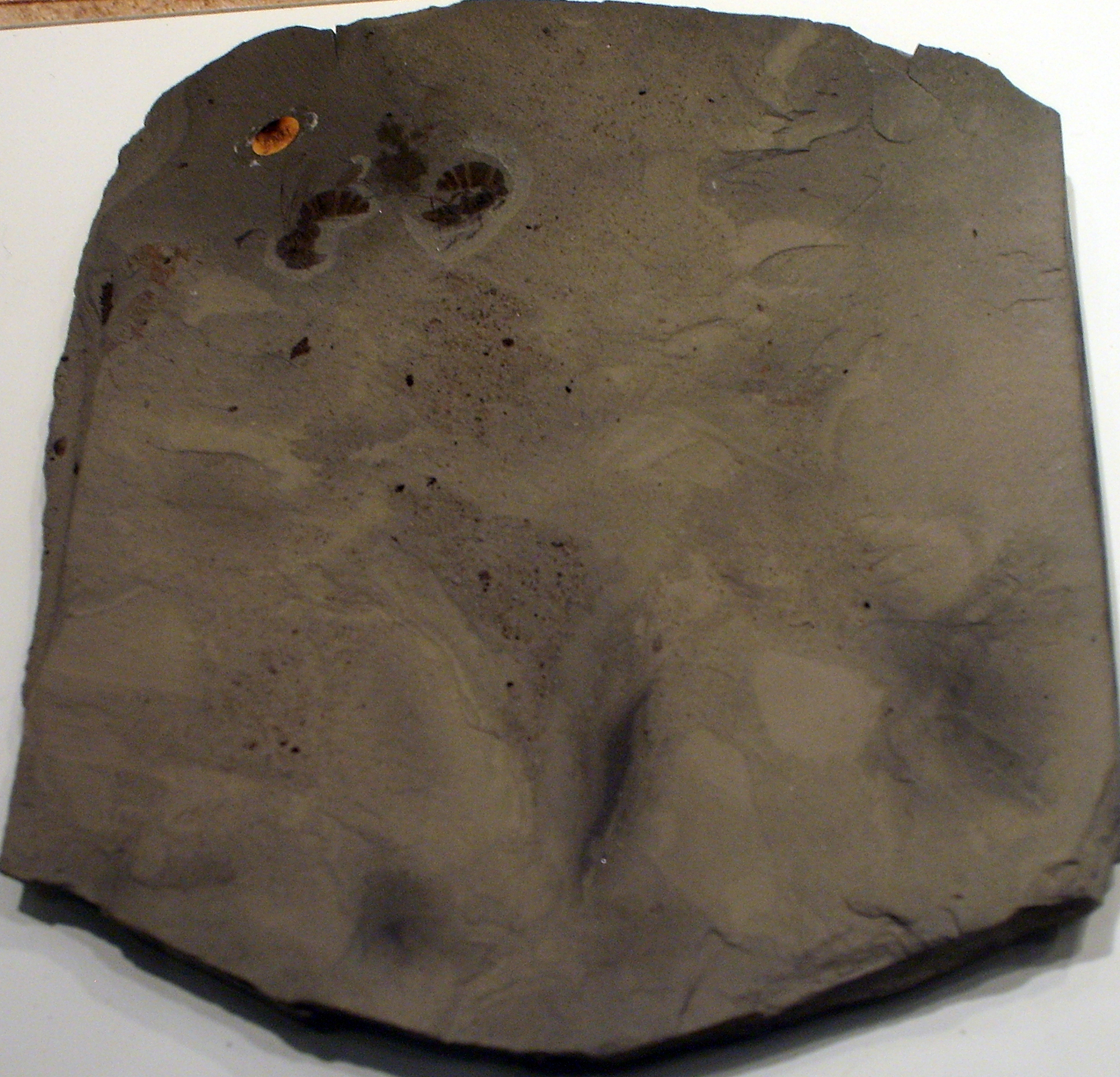
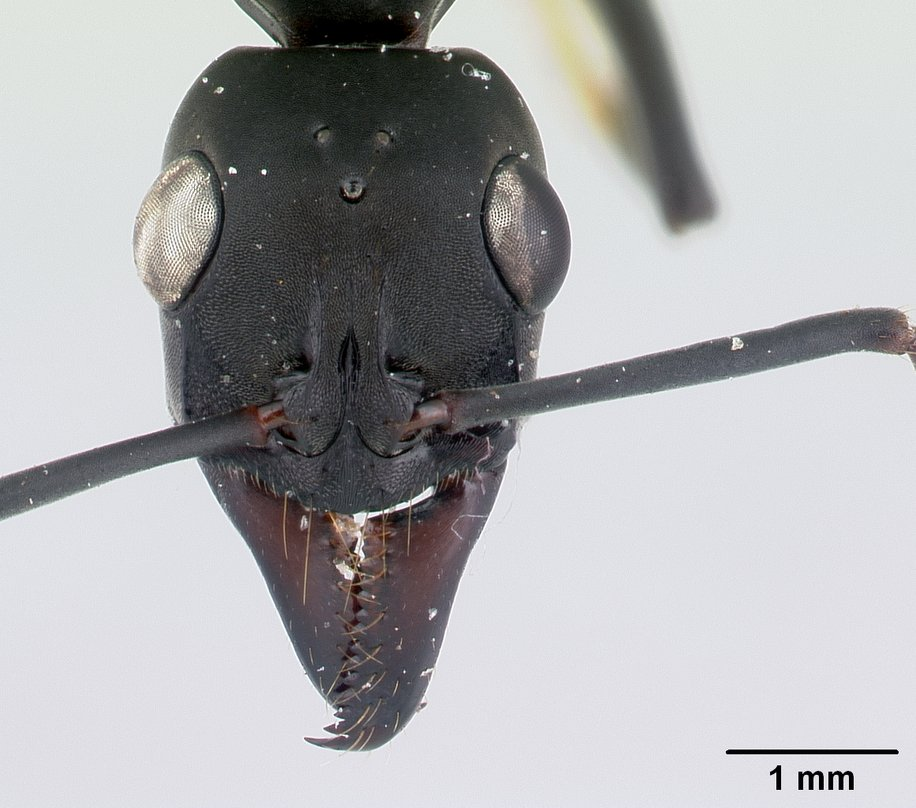
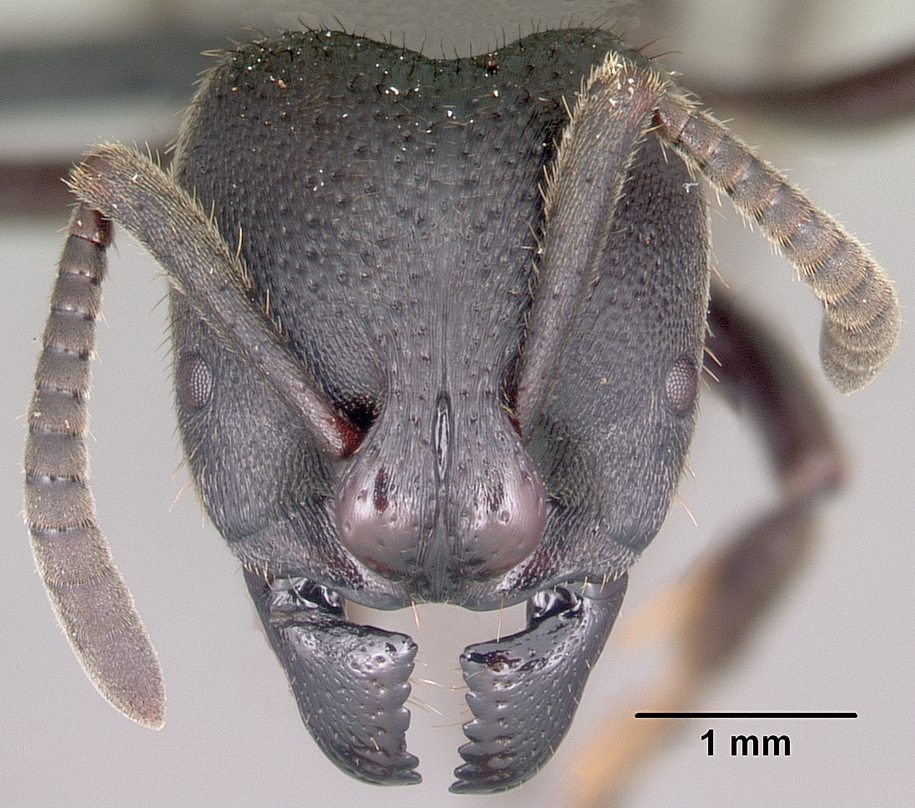

## Dottertaxa tillPachycondyla, i alfabetisk ordning[1]
- Pachycondyla aciculata
- Pachycondyla acuta
- Pachycondyla aenescens
- Pachycondyla aenigmatica
- Pachycondyla aequalis
- Pachycondyla agilis
- Pachycondyla ambigua
- Pachycondyla amblyops
- Pachycondyla analis
- Pachycondyla annamita
- Pachycondyla apicalis
- Pachycondyla arcuata
- Pachycondyla arhuaca
- Pachycondyla astuta
- Pachycondyla atrata
- Pachycondyla atrovirens
- Pachycondyla australis
- Pachycondyla barbata
- Pachycondyla berthoudi
- Pachycondyla bispinosa
- Pachycondyla brunoi
- Pachycondyla bucki
- Pachycondyla butteli
- Pachycondyla caffraria
- Pachycondyla calcarea
- Pachycondyla cambouei
- Pachycondyla carbonaria
- Pachycondyla carinulata
- Pachycondyla cariosa
- Pachycondyla castanea
- Pachycondyla castaneicolor
- Pachycondyla cauta
- Pachycondyla cavernosa
- Pachycondyla cavinodis
- Pachycondyla chinensis
- Pachycondyla christmasi
- Pachycondyla chyzeri
- Pachycondyla clarki
- Pachycondyla claudata
- Pachycondyla cognata
- Pachycondyla commutata
- Pachycondyla comorensis
- Pachycondyla constricta
- Pachycondyla crassa
- Pachycondyla crassinoda
- Pachycondyla crawleyi
- Pachycondyla crenata
- Pachycondyla cribrata
- Pachycondyla croceicornis
- Pachycondyla darwinii
- Pachycondyla denticulata
- Pachycondyla depilis
- Pachycondyla dubia
- Pachycondyla dubitata
- Pachycondyla eleonorae
- Pachycondyla elisae
- Pachycondyla emiliae
- Pachycondyla escherichi
- Pachycondyla exarata
- Pachycondyla excavata
- Pachycondyla fauveli
- Pachycondyla ferruginea
- Pachycondyla flavopilosa
- Pachycondyla foetida
- Pachycondyla fossigera
- Pachycondyla fugax
- Pachycondyla fuscoatra
- Pachycondyla gilberti
- Pachycondyla glabripes
- Pachycondyla globiventris
- Pachycondyla goeldii
- Pachycondyla goyana
- Pachycondyla gracilicornis
- Pachycondyla grandis
- Pachycondyla granosa
- Pachycondyla guianensis
- Pachycondyla harpax
- Pachycondyla haskinsi
- Pachycondyla havilandi
- Pachycondyla henryi
- Pachycondyla holmgreni
- Pachycondyla hottentota
- Pachycondyla ilgii
- Pachycondyla impressa
- Pachycondyla incisa
- Pachycondyla ingesta
- Pachycondyla insulana
- Pachycondyla insularis
- Pachycondyla javana
- Pachycondyla jerdonii
- Pachycondyla jonesii
- Pachycondyla kenyensis
- Pachycondyla kruegeri
- Pachycondyla laevigata
- Pachycondyla laevissima
- Pachycondyla lamottei
- Pachycondyla leeuwenhoeki
- Pachycondyla lenis
- Pachycondyla lenkoi
- Pachycondyla leveillei
- Pachycondyla lineaticeps
- Pachycondyla lunaris
- Pachycondyla lutea
- Pachycondyla luteipes
- Pachycondyla luteola
- Pachycondyla lydiae
- Pachycondyla magnifica
- Pachycondyla malayana
- Pachycondyla manni
- Pachycondyla marginata
- Pachycondyla mayri
- Pachycondyla melanaria
- Pachycondyla melancholica
- Pachycondyla mesonotalis
- Pachycondyla mesoponeroides
- Pachycondyla metanotalis
- Pachycondyla mlanjiensis
- Pachycondyla mocquerysi
- Pachycondyla modiglianii
- Pachycondyla myropola
- Pachycondyla nasica
- Pachycondyla nigrita
- Pachycondyla nimba
- Pachycondyla novemdentata
- Pachycondyla oberthueri
- Pachycondyla obesa
- Pachycondyla obscurans
- Pachycondyla obscuricornis
- Pachycondyla obsoleta
- Pachycondyla obtusa
- Pachycondyla oculata
- Pachycondyla overbecki
- Pachycondyla pachyderma
- Pachycondyla pachynoda
- Pachycondyla pallida
- Pachycondyla pallidipennis
- Pachycondyla papuana
- Pachycondyla pergandei
- Pachycondyla peringueyi
- Pachycondyla perroti
- Pachycondyla picardi
- Pachycondyla picea
- Pachycondyla piliventris
- Pachycondyla pilosior
- Pachycondyla porcata
- Pachycondyla procidua
- Pachycondyla pumicosa
- Pachycondyla punctata
- Pachycondyla rostrata
- Pachycondyla rubescens
- Pachycondyla rubiginosa
- Pachycondyla rubra
- Pachycondyla ruficornis
- Pachycondyla rufipes
- Pachycondyla rufonigra
- Pachycondyla sandakana
- Pachycondyla sanguinea
- Pachycondyla sauteri
- Pachycondyla scobina
- Pachycondyla scolopax
- Pachycondyla sculpturata
- Pachycondyla senegalensis
- Pachycondyla sennaarensis
- Pachycondyla sharpi
- Pachycondyla sheldoni
- Pachycondyla sikorae
- Pachycondyla silvestrii
- Pachycondyla simillima
- Pachycondyla sjostedti
- Pachycondyla solitaria
- Pachycondyla soror
- Pachycondyla stigma
- Pachycondyla striata
- Pachycondyla striatinodis
- Pachycondyla striatula
- Pachycondyla strigulosa
- Pachycondyla striolata
- Pachycondyla subiridescens
- Pachycondyla sublaevis
- Pachycondyla succedanea
- Pachycondyla succinea
- Pachycondyla sulcata
- Pachycondyla suspecta
- Pachycondyla talpa
- Pachycondyla tarsata
- Pachycondyla tesseronoda
- Pachycondyla testacea
- Pachycondyla theresiae
- Pachycondyla tonkina
- Pachycondyla tridentata
- Pachycondyla unicolor
- Pachycondyla unidentata
- Pachycondyla variolosa
- Pachycondyla wasmannii
- Pachycondyla weberi
- Pachycondyla venusta
- Pachycondyla verecundae
- Pachycondyla vermiculata
- Pachycondyla vidua
- Pachycondyla williamsi
- Pachycondyla villiersi
- Pachycondyla villosa
- Pachycondyla wroughtonii
- Pachycondyla zumpti